# Giuseppe Gandolfo
Giuseppe Gandolfo (Catania, 28 agosto 1792 – Catania, 13 settembre 1855) è stato un pittore italiano.
Da giovane, studiò in ambito letterario, ma data la poca attitudine, per volontà del padre passò allo studio del cesello. Contemporaneamente si dedicava al disegno presso la scuola di Matteo Desiderato, malgrado la diffidenza dei genitori all'arte. Il padre, con grande sforzo finanziario, gli acquistò un negozio affinché potesse svolgere l'attività di orafo, ma presto tale attività fallì. È di questo periodo l'esecuzione del busto di Domenico Tempio che fu così apprezzata dal poeta catanese che volle celebrarla con un riuscito epigramma:
(Domenico Tempio)
Dopo il fallimento della sua attività di orafo e di una tormentata relazione sentimentale, Giuseppe convinse finalmente il padre a lasciarlo partire grazie ad una trovata pittorica. Ritrasse a memoria il genitore che, tenendo in mano una cambiale firmata da lui stesso, guardava nel mare un veliero su cui era imbarcato il figlio che in tal modo mostrava di impegnarsi per la restituzione del denaro necessario per il suo soggiorno fiorentino. Così a 27 anni si trasferì a Roma, dove studiò presso Giuseppe Errante, quindi nel 1820 partì per Firenze per imparare alla corte di Pietro Benvenuti. Ben presto fu conosciuto per aver riprodotto abilmente alcune opere di Raffaello, Correggio e Tiziano. L'ambasciatore inglese gli commissionò almeno tre copie di capolavori italiani, poi spediti a Londra. Successivamente, il Granduca di Toscana Ferdinando III gli commissionò altre opere per la pinacoteca del cardinale Opizzone, fratello del ministro del Granduca, per il ministro stesso e per alcune famiglie aristocratiche.
Nel 1821 lasciò Firenze, diretto a Catania a causa della morte del padre. Passò così da Roma per rivedere Errante, il suo vecchio Maestro, ma, attraversando le paludi pontine, si ammalò seriamente. Giunse a Catania gravemente ammalato e probabilmente non sarebbe più ripartito senza le insistenze del ministro Opizzone che lo voleva a Firenze, dove ritornò nel 1822 e vi rimase fino alla fine di quell'anno, quando la malattia lo assalì di nuovo. Dovette così ritornare in Sicilia su consiglio dei medici di Corte.
Nella città etnea, Giuseppe, guarì dalla sua malattia, ma divenne abulico e perse l'ispirazione. I suoi amici provarono a scuoterlo proponendogli un patto: o riprendere a lavorare, oppure pagare un lauto pranzo a tutti. Egli allora li dipinse ne La Cantina del Presepio in foggia di facchini a gozzovigliare in una taverna. La somiglianza dei soggetti dipinti era tale che costoro poterono facilmente riconoscersi, tanto che sottrassero il quadro non ancora terminato dallo studio del pittore. L'autore del furto fu Giuseppe Mirone, uno dei ritratti. Il pittore allora armatosi nuovamente di pennello e colori, dipinse Emmanuele Rossi, Mario Musumeci, Carmelo e Salvatore Platania, Carlo Gemmellaro, il canonico Alessi, Benedetto Barbagallo, Carlo Zappalà Giuffrida Moschetti, come monaci, seduti in un Refettorio, davanti ad un piatto di minestra e di pane nero. In questo quadro, Giuseppe Mirone, Giuseppe Distefano, Giovanni Fasanaro e Salvatore Distefano, dal pittore ritenuti i maggiori responsabili dello scherzo, furono rappresentati in ginocchio, mentre mangiano per terra assieme ai gatti. Si dipinse egli stesso in mezzo ai frati nell'atto di leggere un breviario.
Il quadro fu esposto in pubblico e, a motivo del grande successo, fu acquistato dal Comune ed esposto in una delle sale del Palazzo di Città.
A Catania divenne il punto di riferimento degli artisti nascenti, fino ad allora infatti non vi era a Catania alcuna scuola d'arte. Fu autore soprattutto di ritratti di molti esponenti dell'alta società e della cultura etnea. Tra i suoi soggetti vi furono anche paesaggi e, perfino, l'eruzione dell'Etna del 1852, ch'egli dipinse dal vero, ritraendo egli stesso sulla scena. Negli anni a seguire si dedicò all'insegnamento: suoi grandi discepoli furono Salvatore Zurria, Nunzio Licciardello, il nipote Antonino Gandolfo, Giuseppe Sciuti, Francesco Di Bartolo.
Morì a Catania il 13 settembre 1855 a 63 anni colpito da malattia.
Il Museo Civico di Castello Ursino conserva i ritratti di Carmelo Mirone (1839), della cognata Anna Brancaleone (1835), di Raffaele Zappalà Finocchiaro (1844); l'Università di Catania il ritratto di Lorenzo Maddem e dell'abate Francesco Ferrara; il Ritratto di Emanuele Rossi si trova nella Pinacoteca Zelantea di Acireale, che pure conserva un paesaggio dal titolo Chiaro di luna replicato più volte dal Gandolfo; alla Biblioteca Comunale di Palermo appartengono un Autoritratto, il ritratto di Salvatore Scuderi e quello di Giuseppe Gioeni. Una copia del Leone X con due cardinali di Raffaello Sanzio è esposta al museo di Capodimonte.

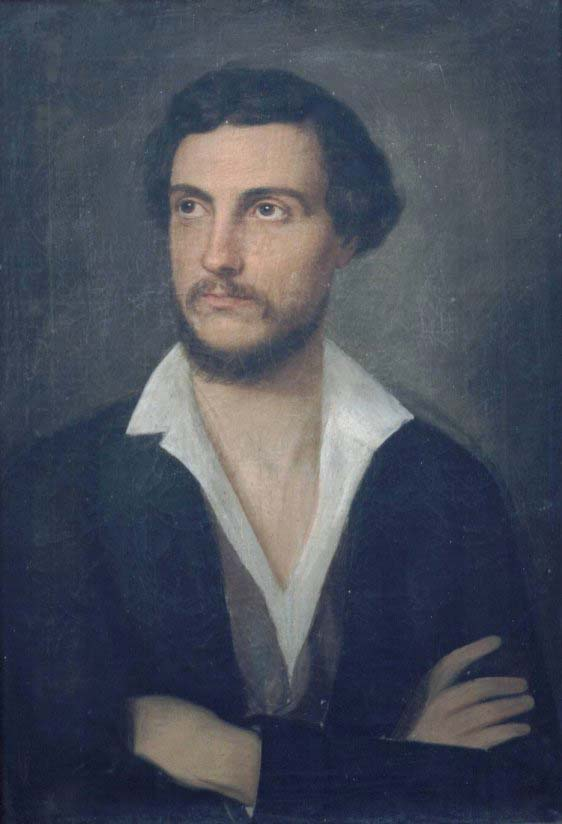
Ritratto del musicista Antonino Gandolfo Brancaleone
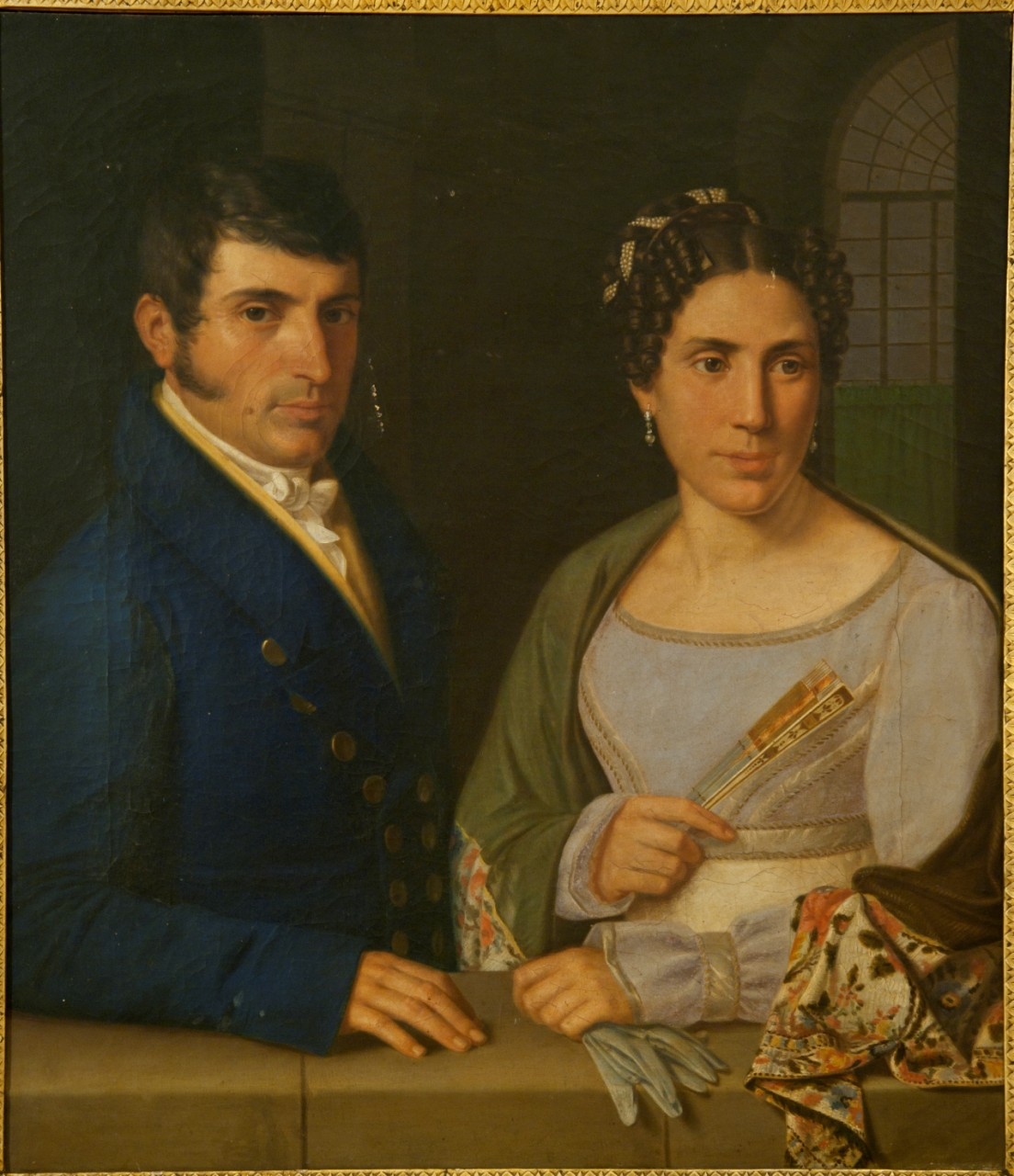
Ritratto del fratello Gaetano e della moglie Maria Arrigo
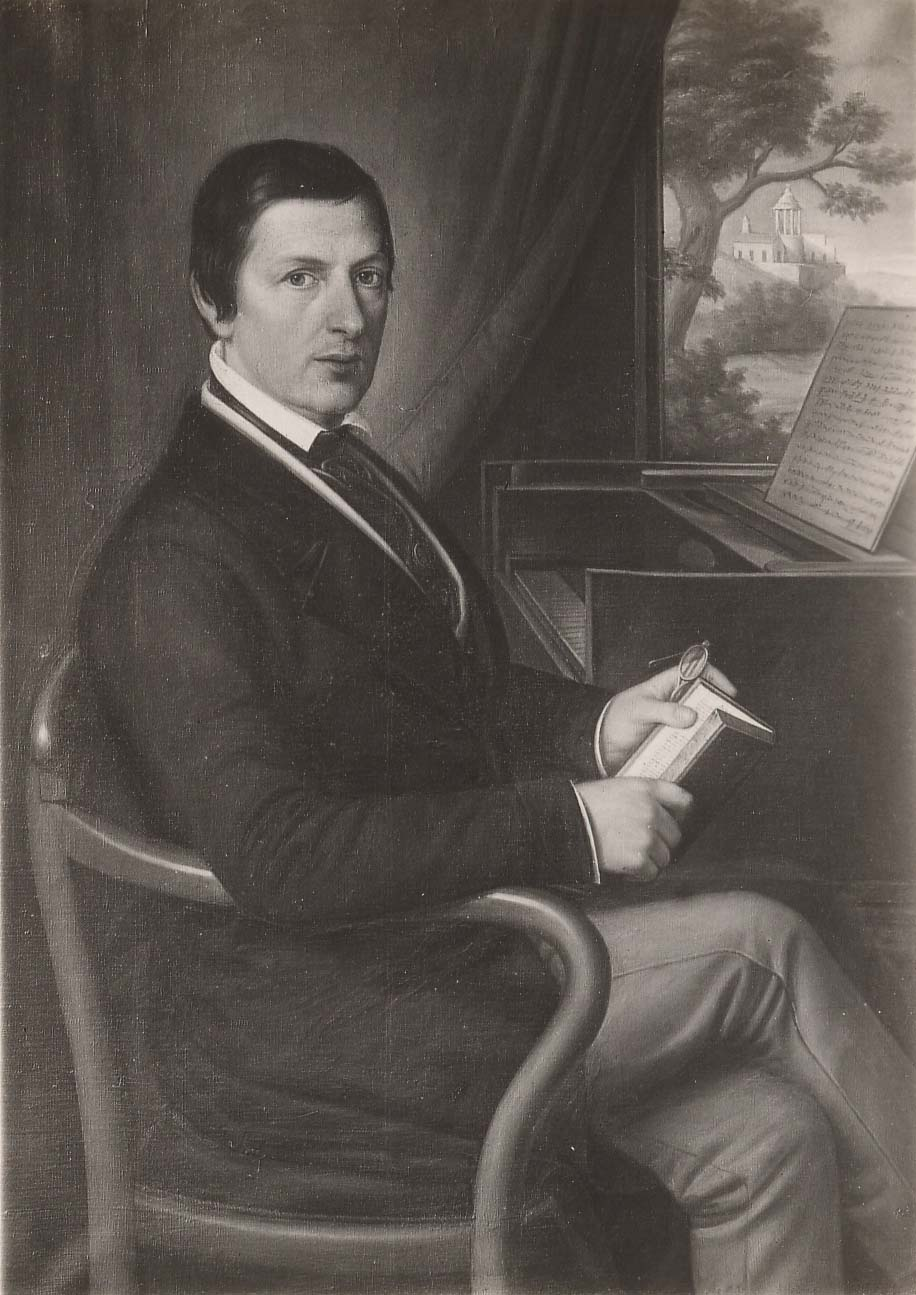
Ritratto di Roberto Paternò ottavo principe di Biscari
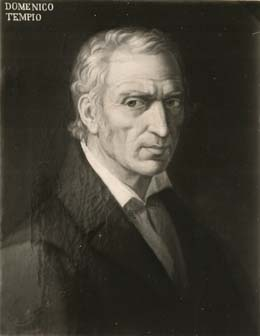
Ritratto di Domenico Tempio
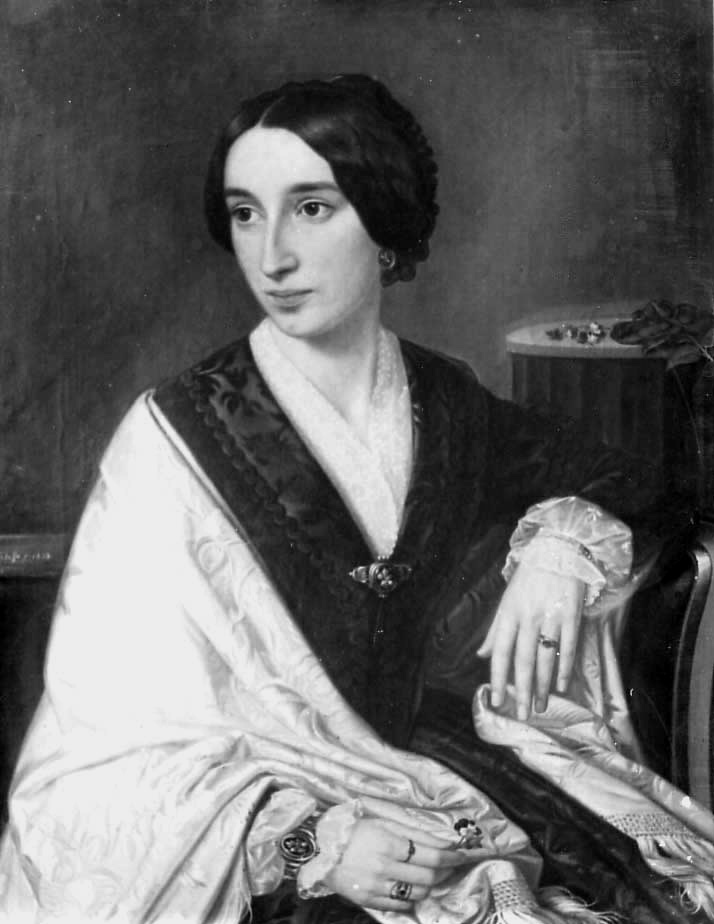
Ritratto di Ferdinanda Grifeo, duchessa di Carcaci, figlia di Vincenzo Grifeo Gravina e Migliaccio
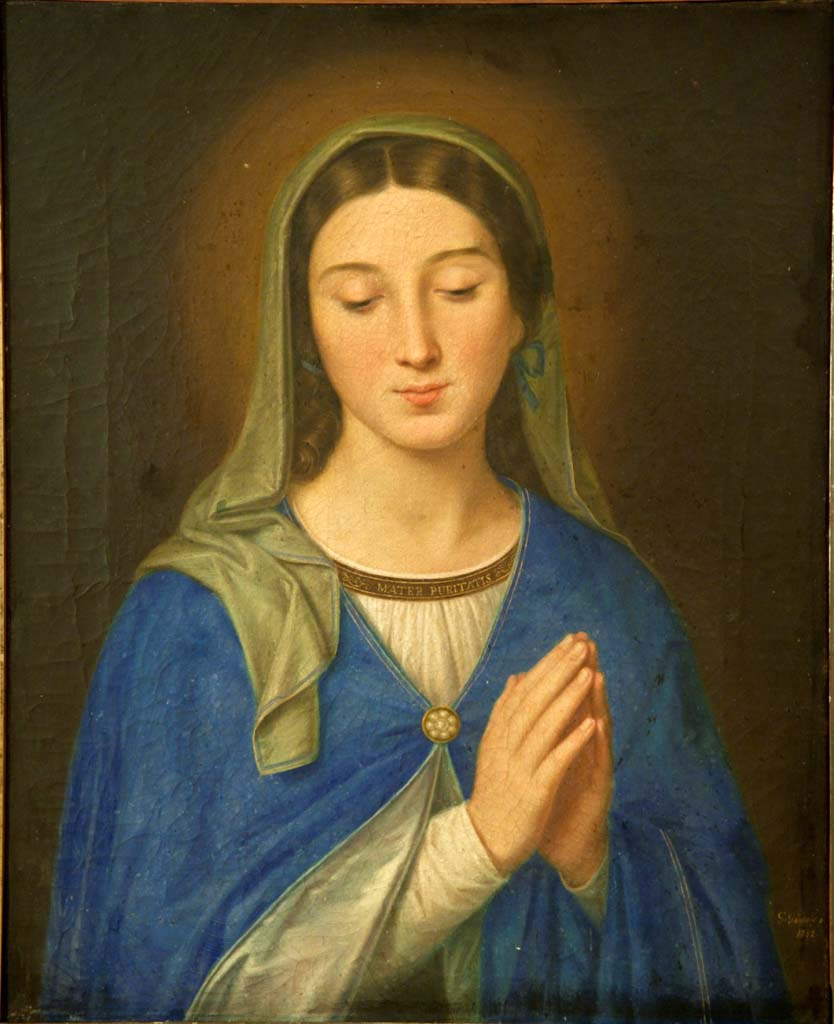
Mater Puritatis (ritratto della nipote monaca Giuseppina)